# Chobienia (Góra)
Pour les articles homonymes, voir Chobienia.
Chobienia est une localité polonaise de la gmina de Jemielno, située dans le powiat de Góra en voïvodie de Basse-Silésie.